# گراهام جان بینز
گراهام جان بینز (انگلیسی: Graham Binns) فرد نظامی اهل بریتانیا است. وی همچنین برندهٔ جوایزی همچون صلیب نظامی شده‌است.